# Jornal do Domingo
Jornal do domingo : revista universal, foi um semanário ilustrado, publicado em Lisboa entre 1881 e 1883, dirigido por Pinheiro Chagas (a partir do 12º número). Trata-se de um jornal de informação geral, com objetivos didáticos, dirigido para o grande público, onde a gravura partilha com o texto a ocupação das 8 páginas de cada número. Entre os vários entretenimentos destacam as crónicas de costumes e críticas ligeiras sobre espectáculos e livros; relatos de viagens, curiosidades e difusão de novidades científicas. Na arte de bem ilustrar encontra-se a chancela do notável Bordallo Pinheiro; já nas letras, as assinaturas de  Gervásio Lobato, Urbano de Castro, Mariano Pina, Jaime de Séguier, Marcelino Mesquita e Gomes da Silva.